# Shikoku (hond)
De  Shikoku  (四国犬) is een Japans hondenras. Andere namen voor dit ras zijn Japanse wolfshond, Kochi-ken en Mikawa Inu. De Shikoku is van oorsprong afkomstig van het Japanse eiland met dezelfde naam. Hij is verwant aan de shiba.
De Shikoku valt onder de medium rassen: schofthoogte reu 52 cm, teef 49 cm, met een tolerantie van maximum 3 cm. Gemiddeld wordt een Shikoku 15 jaar oud.
De Shikoku is een ras dat zeer gericht is op zijn baas, met een zeker aanpassingsvermogen. Buitenshuis is hij energiek, in huis is het een zeer rustig ras en blaft niet onnodig.

## Algemene verschijning
- Kleur: sesam (mix van zwarte, bruine en witte haren), donker sesam, rood sesam, rood, black and tan.

- Staart: hoog aangezet, dik, krachtig gekruld of sikkelvormig gedragen. De punt raakt bijna de hakken wanneer deze omlaag wordt gelaten.
- Ogen: driehoekig en donkerbruin
- Oren: rechtopstaand, driehoekig en licht naar voren geheld.
- Fouten: vrouwelijk lijkende reu, mannelijk lijkende teef, lichtjes voorbij geschoten of onderschoten mond, enkele tanden ontbreken, verlegenheid, pintokleur of vlekken[1]

Akita ·
Amerikaanse akita ·
Alaska-malamute ·
Basenji ·
Canaänhond ·
Canadese eskimohond ·
Chowchow ·
Cirneco dell'Etna ·
Eurasiër ·
Europese sledehond ·
Faraohond ·
Finse lappenhond ·
Finse spits ·
Groenlandse hond ·
Hokkaido ·
IJslandse hond ·
Jämthund ·
Japanse spits ·
Kai ·
Karelische berenhond ·
Keeshond ·
Kintamanihond ·
Kishu ·
Koreaanse jindohond ·
Lapinporokoira ·
Mexicaanse naakthond ·
Noorse buhund ·
Noorse elandhond ·
Noorse lundehond ·
Norrbottenspets ·
Oost-Siberische laika ·
Peruaanse naakthond ·
Podenco canario ·
Podenco ibicenco ·
Podengo Português ·
Russisch-Europese laika ·
Samojeed ·
Shiba ·
Shikoku ·
Siberische husky ·
Taiwandog ·
Thai Bangkaew Dog ·
Thai ridgebackdog ·
Västgötaspets ·
Volpino italiano ·
Westsiberische laika ·
Yakut laika ·
Zweedse lappenhond